# Жолнерський
Жолнерський (рос. Жолнерский, пол. Kicia, Жовнірський, Кіззя) — гірський потік в Україні, у Верховинському районі Івано-Франківської області на Гуцульщині. Лівий доплив Ільці, (басейн Дунаю).

## Опис
Довжина річки 6 км, найкоротша відстань між витоком і гирлом — 5,33 км, коефіцієнт звивистості потоку — 1,26. Формується багатьма безіменними гірськими струмками. Потік тече у гірському масиві в Покутсько-Буковинських Карпатах (зовнішня смуга Українських Карпат).

## Розташування
Бере початок на південно-західних схилах гори Ґрегіт (1472,0 м) у мішаному лісі. Тече переважно на південний захід поміж горами Ротило (1483,2 м) та Габорянською (1444,5 м) і у присілку Волова впадає у річку Ільцю, ліву притоку Чорного Черемошу.

## Цікавий факт
- У XIX столітті у бистрій воді потоку водилася риба пструг струмковий[2].